# عدنات (ماوية)

تعديل مصدري - تعديل

عدنات  هي إحدى قرى مديرية ماوية بمحافظة تعز اليمنية، بلغ تعداد سكانها 348 نسمة حسب التعداد السكاني في اليمن في 2004.